# Pselliophorus
Pselliophorus  was een geslacht van vogels uit de familie van de Amerikaanse gorzen. Uit verwantschaponderzoek bleek dat de soorten sterk verwant zijn aan de soorten uit het geslacht Atlapetes. Vandaar:
- Atlapetes luteoviridis synoniem: Pselliophorus luteoviridis - geelgroene struikgors
- Atlapetes tibialis synoniem: Pselliophorus tibialis - geeldijstruikgors